# Федерация хоккея Ирландии
Федерация хоккея Ирландии (англ. Irish Ice Hockey Association — организация, которая занимается проведением соревнований по хоккею на территории Ирландии. Федерация образована в 1977 году, член Международной федерации хоккея с шайбой с 26 сентября 1996 года. В стране зарегистрировано 6 клубов, около 428 игроков (более 260 из них — взрослые), 4 Дворцы спорта.
Первый хоккейный матч на ирландской земле был сыгран в декабре 1939 году в городе Белфаст между двумя командами юниоров Уэмбли «Терриерс» и «Колтс». Первый матч с участием ирландской команды был сыгран 21 апреля 1982 года в Дублине и между местным «Даблин Стагс» и британской командой «Ливерпуль Леопард» — 11:7. Ирландская хоккейная лига основана в 2007 году. В чемпионате принимают участие 6 клубов.
Чемпионы Ирландии: «Дандолк Буллз» — 2008, «Летвиен Гокс» — 2009. Сборная Ирландии в официальных турнирах участвует с 2004 года и первый официальный матч провела 16 марта 2004 года в Рейкьявике против сборной Мексики (3:8). Наиболее известные хоккеисты, родившихся в Ирландии и выступавшие в НХЛ: Оуэн Нолан, Сид Финни, Роберт Кирк, Джим МакФэдден, Сэмми МакМанус, Джек Райли.